# Heinrich Geissler
Heinrich Geissler ili punim imenom Johann Heinrich Wilhelm Geißler (Neuhaus am Rennweg, 26. svibnja 1814. – 24. siječnja 1879.), njemački fizičar i vješti puhač stakla, najpoznatiji po otkriću Geisslerovih cijevi.

## Geisslerova cijev
Geisslerova cijev je staklena cijev s utaljenim elektrodama, u kojima se pod sniženim tlakom nalazi neki plin (na primjer neon ili helij) ili smjesa plinova. Nazvane su prema njemačkom staklopuhaču Heinrichu Geissleru, koji ih je izrađivao po narudžbi njemačkoga fizičara Juliusa Plückera (zato su se katkad nazivale i Plückerovim cijevima). Pri visokom naponu nastaje između elektroda u cijevi električno izbijanje, a zbog ionizacije plina nastaju i svjetlosne pojave. Cijevi namijenjene istraživanju svjetlosnoga spektra u sredini su stanjene u kapilaru. Od Geisslerovih cijevi razvile su se svijetleće cijevi, koje služe za rasvjetu i danas se, oblikovane u slova, znakove ili likove, vrlo mnogo upotrebljavaju za izradbu svijetlećih natpisa, reklama i slično. Boja svjetlosti ovisi o vrsti i tlaku plina u cijevi te o vrsti i boji stakla, a postiže se i dodatkom para nekih metala, pa tako cijevi punjene neonom svijetle crveno, one punjene argonom i živinim parama plavo, a natrijevim parama žuto itd.